# Außervillgraten
Außervillgraten è un comune austriaco di 755 abitanti nel distretto di Lienz, in Tirolo. Stazione sciistica, ha ospitato tra l'altro  tappe della Coppa Europa di sci alpino.